# Águas de Santa Bárbara (ort)
Águas de Santa Bárbara är en ort i Brasilien.   Den ligger i kommunen Águas de Santa Bárbara och delstaten São Paulo, i den södra delen av landet, 800 km söder om huvudstaden Brasília. Águas de Santa Bárbara ligger 542 meter över havet och antalet invånare är 5 598.
Terrängen runt Águas de Santa Bárbara är huvudsakligen platt. Águas de Santa Bárbara ligger nere i en dal som går i öst-västlig riktning. Närmaste större samhälle är Cerqueira César, 18,7 km söder om Águas de Santa Bárbara.
Trakten runt Águas de Santa Bárbara består i huvudsak av gräsmarker. Runt Águas de Santa Bárbara är det glesbefolkat, med 13 invånare per kvadratkilometer.